# Koubia (prefektura)
Koubia – prefektura w północnej części Gwinei, w regionie Labé. Zajmuje powierzchnię 3725 km². W 1996 roku liczyła ok. 92 tys. mieszkańców. Siedzibą administracyjną prefektury jest miejscowość Koubia.